# Tyta latefascia
Tyta latefascia là một loài bướm đêm trong họ Noctuidae.